# Constitution djiboutienne de 1992
« Constitution de Djibouti » redirige ici. Pour l’autre texte constitutionnel djiboutien, voir Lois constitutionnelles djiboutiennes du 27 juin 1977.
Lire en ligne

Sur Wikisource : Version consolidée et version initiale.

Lois constitutionnel-les du 27 juin 1977
La Constitution djiboutienne du 15 septembre 1992 est l’actuelle constitution de la république de Djibouti, approuvée par les Djiboutiens lors du référendum du 4 septembre précédent. Plus haute norme juridique du pays, elle a fait l’objet de trois révisions constitutionnelles (2006, 2008 et 2010).

## La Constitution de 1992
La Constitution de 1992 proclame dans son préambule que «l’Islam est la religion de l’État», qui respecte toutes les croyances (art. 1), et que le pays une République attachée à la Déclaration universelle des droits de l'homme. L'État assure l'égalité des citoyens devant la loi, sans distinction aucune (art. 1). Les langues officielles sont le français et l'arabe (art. 1).
La souveraineté appartient au peuple qui l'exerce par le suffrage universel (art. 3) sans distinction de sexe (art. 5) par l'intermédiaire des partis politiques (art. 6). Le pouvoir est divisé entre exécutif, législatif et judiciaire. La liberté de circulation (art. 14) et d'opinion (art. 11 et 15), ainsi que le droit de grève (art. 15) et de propriété (art. 12), sont garantis.
Le président de la République, élu au suffrage universel pour six ans et rééligible une seule fois (art. 23), est le chef du gouvernement (art. 21). Il «détermine et conduit la politique de la nation» (art. 30), promulgue les lois (art. 34) et est le chef des armées (art. 32). Il dispose du pouvoir exécutif (art. 21) et réglementaire (art. 30). En cas de danger national ou d'interruption du fonctionnement régulier des pouvoirs publics, le président peut prendre toutes mesures (art. 40). Le président est irresponsable sauf en cas de haute trahison (art. 84). Le gouvernement, composé du Premier ministre et des ministres, conseille et assiste le président devant qui il est responsable (art. 33 et 41); il rend compte de sa gestion à l'Assemblée nationale (art. 61).
Les membres de l'Assemblée nationale, les députés, sont élus pour cinq ans et rééligibles. Ils jouissent de l'immunité parlementaire (art. 51). Tous les citoyens sont éligibles, sauf les militaires, les policiers et les hauts responsables de l'administration (art. 47). L'Assemblée tient deux sessions ordinaires annuelles (art. 52), et peut être convoquée en session extraordinaire  de 15 jours au plus (art. 52). Elle se réunit de plein droit en cas de situation prévue à l'article 40. Elle détient le pouvoir législatif (art.56) et dispose de l'initiative des lois comme le président (art. 59).
Le pouvoir judiciaire est indépendant (art. 71) et «les magistrat du siège sont inamovibles» (art. 72). Il est exercé in fine par la Cour suprême (art. 71). Un Conseil constitutionnel contrôle la constitutionnalité des lois, garanti les droits fondamentaux (art. 75) et veille à la régularité des élections (art. 77). il comprend six membres nommés pour huit ans (art. 76), son président est désigné par le président de la République. Ses décisions ne sont pas susceptibles de recours (art. 81). Une Haute Cour de justice est chargée de juger les ministres et le président de la République s'ils sont mis en cause par l'Assemblée nationale (art. 84).
La législation précédente reste en vigueur si elle n'est pas contraire à cette constitution (art. 92). La Constitution de 1992 a été modifiée trois fois.

### La modification de 2006
La loi constitutionnelle du 2 février 2006 modifie l'organisation du travail de l'Assemblée nationale qui devient maîtresse de son ordre du jour.

### La modification de 2008
La loi constitutionnelle du 19 janvier 2008 réorganise les juridictions de contrôle des finances publiques.

### La modification de 2010
La loi constitutionnelle du 21 avril 2010 interdit la peine de mort (art. 3 qui modifie l'art. 10). Le président de la République est rééligible sans limite (art. 4 qui modifie les art. 23 et 24). Le Premier ministre « met en œuvre la politique du président » (art. 6 qui modifie l'art. 41 devenu le 40). La position de l'islam comme religion d'État est renforcée avec son inscription dans l'article 1er et non le préambule.